# Dự án đặc khu kinh tế Việt Nam
Dự án đặc khu kinh tế 133 là ý kiến định hướng của Bộ chính trị Đảng Cộng sản Việt Nam về việc thành lập các đặc khu hành chính - kinh tế tại Vân Đồn (Quảng Ninh), Bắc Vân Phong (Khánh Hòa) và Phú Quốc (Kiên Giang) để thu hút đầu tư; Chính phủ đã chỉ đạo soạn thảo dự án Luật đơn vị hành chính - kinh tế đặc biệt (gọi tắt là đặc khu - NV) trình Quốc hội xem xét. Việt Nam hiện có 18 khu kinh tế. Những đặc khu mới trong dự án này có cơ chế chính sách quản lý riêng nhằm tạo thuận lợi cho các nhà đầu tư nước ngoài và dự luật này cũng cho phép họ có thể thuê đất trong thời hạn lên tới 99 năm. Bộ Tài chính ước tính ba đề án đặc khu cần tới 1,57 triệu tỷ đồng (khoảng 70 tỷ USD), Vân Đồn cần 270 nghìn tỷ (2018-2030), Bắc Vân Phong 400 nghìn tỷ đồng (2019-2025), và Phú Quốc 900 nghìn tỷ (2016-2030). Sau một cuộc biểu tình lớn, Luật Đặc khu bị Quốc hội quyết định hủy bỏ. 

## Quyết định
Theo kết luận số 21 của Bộ Chính trị: 
| “ | Bộ Chính trị chủ trương xây dựng ba đơn vị này "để khai thác tốt tiềm năng trong khu vực, thu hút mạnh vốn đầu tư, công nghệ cao, phương thức quản lý mới tiên tiến, tạo thêm nguồn lực và động lực, góp phần thúc đẩy nhanh quá trình phát triển và tái cơ cấu kinh tế cho tỉnh, vùng và cả nước" | ” |

Tiếp xúc cử tri với vai trò đại biểu Quốc hội TP.HCM vào sáng 19/6/2018, chủ tịch nước Trần Đại Quang cho biết: "Dự thảo Luật đặc khu là chủ trương lớn của Đảng, Nhà nước nhằm xây dựng khu vực đặc biệt, có sức cạnh tranh, phát triển mạnh nhằm góp phần thúc đẩy sự phát triển nhanh, bền vững đất nước. Chủ trương này đã được thế chế hóa trong Hiến pháp và nhiều bộ luật đã được thông qua trước đó, trong đó có Luật quốc phòng".

## Mục đích
Nhà nước Việt Nam có kế hoạch thành lập các đặc khu kinh tế với tổng đầu tư 1,57 triệu tỷ đồng nhằm thu hút vốn đầu tư trực tiếp nước ngoài có chất lượng cao, đặc biệt trong các ngành công nghệ thông tin, du lịch, nông nghiệp công nghệ cao. Việc lập các đặc khu kinh tế là để thu hút đầu tư bằng các biện pháp khuyến khích đặc biệt. Cụ thể là các trói buộc của luật chung, luật chuyên ngành phải được gỡ bỏ thay thế bằng những quy định đặc biệt cho các đặc khu này. ĐBQH Nguyễn Quang Tuấn vào ngày 10.6.2018, cho biết: "Đặc khu là nơi chúng ta có thể thử nghiệm các chính sách, quy định, qua đó có bài học nhân rộng ra toàn quốc.Thử nghiệm đó vô cùng quan trọng để có những kinh nghiệm thực tế tại Việt Nam chứ không phải bài học từ nước ngoài; qua đó, mang lại những thông tin hữu ích trong phát triển, kiến tạo, bảo vệ đất nước."  Các đặc khu sẽ được hưởng nhiều ưu đãi về thuế, ngân sách, đất đai và thủ tục hành chính nhằm thu hút thêm vốn đầu tư nước ngoài và tạo ra sự lan tỏa đưa nền kinh tế Việt Nam tiếp tục tăng trưởng. Ông Trần Đình Thiên cho rằng "Để tư nhân trong nước phát triển tốt thì cần chọn FDI (vốn đầu tư trực tiếp nước ngoài) tốt. Hiện nay, chọn nhà đầu tư theo tư duy ngắn hạn, nên những công nghệ thấp vào nhiều. Bây giờ cần đổi lại và đặc khu có ý nghĩa như vậy. Tức là chỉ dành cho những nhà đầu tư tốt nhất, để doanh nghiệp Việt nam không bị nước ngoài chèn lấn và kết nối với FDI tốt. Đất nước nhờ đó mới bay được".
Tuy nhiên những đặc khu này bị đánh giá là chọn sai vị trí còn hiệu quả thì chưa được làm rõ do đó sẽ ảnh hưởng đến toàn bộ chiến lược phát triển quốc gia trong dài hạn trong khi nguồn lực đang cần được phân bổ hợp lý hơn trong quá trình cơ cấu lại nền kinh tế nhằm đổi mới mô hình tăng trưởng; chỉ giải quyết tâm lý phát triển chứ không có tác động tích cực lên nền kinh tế mà còn làm tăng nợ công. Việc cho thuê đất dài hạn (99 năm) tại đặc khu bị xem là quá dài so với chu kỳ kinh doanh của doanh nghiệp nên chỉ có lợi cho các công ty địa ốc, khách sạn và gây ra lo ngại các đặc khu có thể trở thành nơi di dân. Có ý kiến cho rằng có thể các đặc khu kinh tế tại Việt Nam sẽ trở thành những nơi tương tự Pattaya ở Thái Lan.

## Dự thảo Luật Đặc khu

### Lấy ý kiến Quốc hội
Dự thảo Luật đơn vị hành chính kinh tế đặc biệt Vân Đồn, Bắc Vân Phong, Phú Quốc (gọi tắt: Dự thảo Luật Đặc khu) do Bộ Kế hoạch và Đầu tư Việt Nam chủ trì xây dựng, đứng đầu là Bộ trưởng Nguyễn Chí Dũng.
Dự thảo Luật Đặc khu đã được Chính phủ trình Quốc hội cho ý kiến tại kỳ họp thứ 4 (tháng 10/2017), được tiếp thu chỉnh lí và trình tiếp vào kì họp thứ 5.
Ngày 23 tháng 5 năm 2018, theo kết quả tổng hợp ý kiến các đại biểu Quốc hội tại hội trường mà Nguyễn Khắc Định, Chủ nhiệm Ủy ban Pháp luật của Quốc hội khóa 14 công bố, đa số ý kiến đại biểu Quốc hội tán thành sự cần thiết ban hành, phạm vi điều chỉnh của dự thảo luật Đặc khu.

### Lùi thông qua luật
Tuy nhiên, 3 giờ sáng ngày 9 tháng 6 năm 2018, Chính phủ Việt Nam thông báo đã đề nghị Ủy ban Thường vụ Quốc hội Việt Nam lùi việc thông qua Dự án Luật Đặc khu sang kì họp thứ 6 Quốc hội khóa 14 (tháng 10.2018) để có thêm thời gian nghiên cứu, tiếp thu sau khi vấp phải sự phản đối của một số đại biểu và dân chúng về thời hạn cho nhà đầu tư thuê đất tới 99 năm và một số ưu đãi khác. Sáng ngày 11 tháng 6 năm 2018, Quốc hội cho ý kiến về việc rút nội dung biểu quyết thông qua Dự án Luật Đặc khu, kết quả biểu quyết 423 đại biểu tán thành rút trong tổng số 432 đại biểu tham gia biểu quyết (tổng số đại biểu Quốc hội là 487, 55 đại biểu không tham gia biểu quyết) chiếm tỉ lệ 87.45%, 8 đại biểu không tán thành, một đại biểu không biểu quyết.
- Đại biểu Quốc hội Nguyễn Anh Trí, đoàn Hà Nội: "Chính phủ, Quốc hội phải xem xét thêm các nội dung cơ bản của dự án luật này. Ví dụ, đầu tư ở địa điểm nào, tại sao không có những ưu đãi để tiếp tục thúc đẩy hai đầu tàu kinh tế là Hà Nội và TP.HCM? Cần những ưu đãi gì để không ảnh hưởng đến lãnh thổ của chúng ta? Sau khi vận hành, đặc khu mang lại lợi ích kinh tế như thế nào?..."
- Đại biểu Quốc hội Phạm Thị Minh Hiền, đoàn Phú Yên: "Về dự thảo Luật này đã có nhiều câu hỏi được đặt ra về dấu hiệu tham nhũng chính sách ngay từ khâu tham mưu, soạn thảo dự luật....Nếu không sáng suốt nhận diện và đón nhận những ý kiến phản biện khoa học dẫn đến luật ban hành sai, không hài hòa lợi ích thì trách nhiệm đầu tiên chính là Quốc hội và từng đại biểu."
- TS. Lê Đăng Doanh, nguyên Viện trưởng Viện nghiên cứu và quản lý kinh tế trung ương - CIEM: "Nên mở rộng bao gồm những người đã có đóng góp ý kiến, đại diện hiệp hội và quá trình soạn thảo công khai, minh bạch mời báo chí tham gia đưa tin đầy đủ....Nếu như chỉ có luật về 3 đặc khu tôi e ngại rằng rất nhiều địa phương khác sẽ ý kiến và sẽ có cuộc đua đòi đặc quyền. Do đó, cần cơ chế thống nhất theo đúng cam kết quốc tế, đây là điều suy nghĩ ngay từ đầu có thể ban hành luật chung về đặc khu rồi sau đó là Nghị quyết của Quốc hội áp dụng cho riêng 3 đặc khu này. Về thời gian cho thuê đất 99 năm, tuổi thọ của doanh nghiệp hiện đã bị rút ngắn đi rất nhiều. Việc kéo dài thời gian coi như bày tỏ thiện chí của mình là không cần thiết, đang ưu đãi vào điểm không còn là ưu tiên cao của doanh nghiệp..." [21]
- Đại biểu Võ Thị Như Hoa (đoàn Đà Nẵng) tuy cho là việc cấp giấy đầu tư theo thủ tục rút gọn là cần thiết để sớm triển khai dự án đầu tư. Tuy nhiên, bà Hoa lo ngại về quy định không cần đánh giá thông tin nhà đầu tư; mục tiêu, quy mô, địa điểm, tiến độ dự án; khả năng tạo việc làm, đóng góp xã hội và công nghệ dự án: "Không đánh giá thông tin thì làm sao khẳng định nhà đầu tư có đủ điều kiện, tư cách pháp lý để thực hiện dự án. Không đánh giá mục tiêu, quy mô, địa điểm thì làm sao biết dự án phù hợp quy hoạch, định hướng phát triển của đặc khu…" [22]

## Thực hiện
Ngày 14 tháng 11 năm 2019, Chính phủ Việt Nam ban hành Nghị quyết số 102/NQ-CP về việc thí điểm thành lập Ban Quản lý khu kinh tế Vân Đồn trực thuộc UBND tỉnh Quảng Ninh. Ban Quản lý khu kinh tế Vân Đồn là cơ quan trực thuộc UBND tỉnh Quảng Ninh. Thời gian thực hiện thí điểm là 3 năm, kể từ ngày 21 tháng 4 năm 2020.

## Quan điểm chính phủ
Bên hành lang phiên họp Quốc hội ngày 6.6, Bộ trưởng Bộ KH-ĐT Nguyễn Chí Dũng trao đổi với báo chí những vấn đề dư luận băn khoăn về dự án: "Dự thảo không có một từ, một chữ nào liên quan tới Trung Quốc. Chẳng qua một số người cố tình hiểu theo hướng đó, đẩy vấn đề lên để chia rẽ quan hệ giữa ta với Trung Quốc....Cái gì cũng sợ thì sẽ không làm được" 

## Thảo luận quốc hội
Đại biểu Võ Thị Như Hoa (đoàn Đà Nẵng) tuy cho là việc cấp giấy đầu tư theo thủ tục rút gọn là cần thiết để sớm triển khai dự án đầu tư. Tuy nhiên, bà Hoa lo ngại về quy định không cần đánh giá thông tin nhà đầu tư; mục tiêu, quy mô, địa điểm, tiến độ dự án; khả năng tạo việc làm, đóng góp xã hội và công nghệ dự án: "Không đánh giá thông tin thì làm sao khẳng định nhà đầu tư có đủ điều kiện, tư cách pháp lý để thực hiện dự án. Không đánh giá mục tiêu, quy mô, địa điểm thì làm sao biết dự án phù hợp quy hoạch, định hướng phát triển của đặc khu…" 

## Phản ứng của dư luận
Trong thời gian dự luật đặc khu được xem xét đệ trình Quốc hội Việt Nam phê chuẩn, dư luận cả trong nước và ngoài nước đã nổi lên một làn sóng tranh luận vô cùng gay gắt.

### Ủng hộ
Đối với những người ủng hộ dự luật đặc khu thì quan điểm của họ là, thành lập các đặc khu kinh tế là một quyết định đúng đắn phù hợp với xu thế phát triển của thời đại,việc cởi trói cho các nhà đầu tư nước ngoài sẽ thu hút được nguồn vốn lớn đổ vào nền kinh tế,đẩy lùi nạn thất nghiệp và tạo ra thêm hàng triệu việc làm cũng như sẽ giúp giảm được sự phụ thuộc của nền kinh tế vào việc xuất khẩu tài nguyên thiên nhiên.

### Phản đối
Với những người lên tiếng phản đối dự luật này thì việc Chính phủ Việt Nam có quy định cho phép các nhà đầu tư nước ngoài thuê đất để thành lập phân xưởng sản xuất lên tới 99 năm là một hành động không thể chấp nhận được, nhiều người quan ngại mức thời hạn cho thuê có thể kéo dài qua nhiều thế hệ sẽ phát sinh ra nhiều vấn đề phức tạp, phương hại đến tính toàn vẹn lãnh thổ và lợi ích của quốc gia.
- Ngày 31.5.2018, tiến sĩ Lê Đăng Doanh, nguyên Viện trưởng Viện CIEM phát biểu: "Đặc khu như vậy, đầu tư một số tiền lớn như thế, rồi cho thuê đất đến 99 năm, rồi miễn giảm thuế, ngay cả thuế thu nhập doanh nghiệp cũng sẽ được giảm để thu hút và chúng ta chỉ có thể thu hút được casino và bất động sản thôi thì vấn đề khoa học - công nghệ sẽ là như thế nào?", "Vấn đề là chúng ta sẽ đạt được những tiến bộ gì và nếu có công nghệ cao thì ở đấy người ta sẽ lan tỏa như thế nào? Doanh nghiệp Việt Nam nào có thể sẽ tham gia chuỗi giá trị và cung cấp những phụ tùng hoặc những kết cấu cho những doanh nghiệp cao ở đấy?" [25]
- Cùng ngày, nguyên Trưởng Ban biên giới Chính phủ Việt Nam, tiến sĩ Trần Công Trục đưa ra bình luận về dự luật từ khía cạnh an ninh, chủ quyền: "Về mặt an ninh quốc phòng và về mặt chủ quyền quốc gia, dù là 10 năm hay 50 năm, nếu chúng ta làm không chặt chẽ và có ý đồ của một số phần tử muốn gây hại cho đất nước này thì họ vẫn có thể làm được chứ không cần chờ đến chín mươi năm.", "Khi mà người ta đã có những động cơ, lợi dụng tất cả những điều đó để gây ra sự bất ổn, thì cho dù thời gian ngắn hoặc dài thì ý nghĩa nó không phải lớn." [25]
- Bà Phạm Chi Lan phân tích hiện nay đặc khu ở các nước đã phát triển lên thế hệ cao nên nếu Việt Nam đã chậm, đi sau hẳn mà lại xây dựng theo kiểu cũ như tinh thần Dự Luật thì sẽ không còn phù hợp và phát huy tác dụng cần thiết. Thêm vào đó, trong Dự Luật đưa ra rất nhiều ưu đãi cho các nhà đầu tư tại đặc khu, điều này không đúng với các cam kết trong việc tạo lập môi trường đầu tư bình đẳng cho các nhà đầu tư khác nhau ở Việt Nam.[26]

Đối với các nhà đầu tư nội địa, họ còn cảm thấy lo sợ về sự cạnh tranh bất bình đẳng và tính công bằng trên thương trường, vì họ không được hưởng những chính sách ưu ái từ cơ chế quản lý của nhà nước như các nhà đầu tư nước ngoài.